# تانوره
تانوره (به لاتین: Tanore) یک منطقهٔ مسکونی در بنگلادش است که در ناحیه راج‌شاهی واقع شده‌است. تانوره ۲۹۵٫۴۰ کیلومتر مربع مساحت و ۱۹۱٬۳۳۰ نفر جمعیت دارد.